# Нумерація Беккера

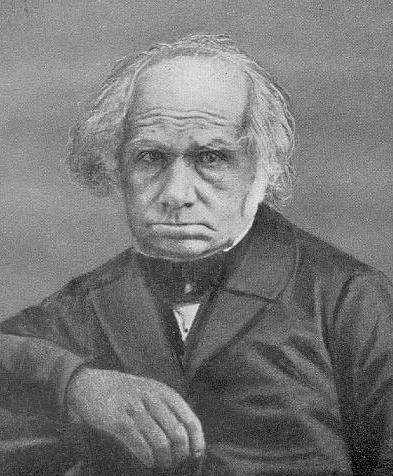
Август Іммануїл Беккер

Нумерація Беккера — стандартна форма цитування праць Арістотеля. Вона базується на нумерації сторінок, що використовувалася у виданні повного зібрання творів Арістотеля (1831—1837) Прусської академії наук, й отримала свою назву від редактора цього видання, класичного філолога Августа Іммануїла Беккера (1785—1871). Оскільки академія знаходилася в Берліні, систему іноді також називають Берлінською нумерацією.
Числа Беккера складаються з трьох частин: числа, літери a або b та іншого числа, які відповідно позначають номер сторінки видання Беккера грецького тексту творів Арістотеля, номер стовпчика на сторінці (стандартна сторінка видання Беккера має рівно два стовпчики) та номер рядка (загальна кількість рядків у кожному стовпчику зазвичай коливається від 20 до 40). Наприклад, число Беккера, що позначає початок «Нікомахової етики» Арістотеля, — 1094a1, що відповідає сторінці 1094 видання Беккера, перший стовпчик (стовпчик a), рядок 1.
У всіх сучасних виданнях або перекладах Арістотеля, призначених для науковців, використовують числа Беккера, на додачу до номерів сторінок або замість них. Сучасні вчені, які пишуть про Арістотеля, використовують число Беккера, щоб читачі могли перевірити цитати автора, не використовуючи те саме видання чи переклад, який використовував автор.
Хоча числа Беккера є основним методом для позначення праць Арістотеля, католицькі або томістські вчені часто використовують середньовічний метод позначення за книгою, розділом і реченням, хоча й зазвичай доповнюють це числами Беккера.
Нумерація Стефана — це подібна система для посилань на твори Платона, а нумерація Дільса-Кранца — для досократівської філософії. На відміну від нумерації Стефана, яка заснована на тритомному перекладі творів Платона з повтором номерів сторінок у трьох томах і з можливістю неоднозначності, якщо окремо не вказано номер тому, нумерація сторінок Беккера йде неперервно від 1 і до кінця «Corpus Aristotelicum» незалежно від тому. Таким чином, перевагою нумерації Беккера є її однозначність.

## Праці Арістотеля за числами Беккера
Наведений нижче список є повним. Наведено стандартні латинські назви та їхні українські переклади.
| Позначення \| * \| Автентичність під питанням. \| \| [ ] \| Ймовірно не Арістотель. \| |                                                  |                                                              |
| Номер Беккера                                                                          | Українська назва                                 | Латинська назва                                              |
| Логіка                                                                                 |                                                  |                                                              |
|                                                                                        | Органон                                          |                                                              |
| 1a                                                                                     | Категорії                                        | Categoriae                                                   |
| 16a                                                                                    | Про тлумачення                                   | De Interpretatione                                           |
| 24a                                                                                    | Попередня аналітика                              | Analytica Priora                                             |
| 71a                                                                                    | Пост-аналітика                                   | Analytica Posteriora                                         |
| 100a                                                                                   | Топіка                                           | Topica                                                       |
| 164a                                                                                   | Софістичні спростування                          | De Sophisticis Elenchis                                      |
| Фізика (натурфілософія)                                                                |                                                  |                                                              |
| 184a                                                                                   | Фізика                                           | Physica                                                      |
| 268a                                                                                   | Про небо                                         | De Caelo                                                     |
| 314a                                                                                   | Про утворення й руйнування                       | De Generatione et Corruptione                                |
| 338a                                                                                   | Метеорологія                                     | Meteorologica                                                |
| 391a                                                                                   | [Про Всесвіт]                                    | [De Mundo]                                                   |
| 402a                                                                                   | Про душу                                         | De Anima                                                     |
|                                                                                        |                                                  |                                                              |
|                                                                                        | Parva Naturalia («Короткі праці про природу»)    |                                                              |
| 436a                                                                                   | Відчуття і перцепція                             | De Sensu et Sensibilibus                                     |
| 449b                                                                                   | Про пам'ять                                      | De Memoria et Reminiscentia                                  |
| 453b                                                                                   | Про сон                                          | De Somno et Vigilia                                          |
| 458a                                                                                   | Про мрії                                         | De Insomniis                                                 |
| 462b                                                                                   | On Divination in Sleep                           | De Divinatione per Somnum                                    |
| 464b                                                                                   | Про тривалість і плинність життя                 | De Longitudine et Brevitate Vitae                            |
| 467b                                                                                   | Про молодість, старість, життя, смерть і дихання | De Juventute et Senectute, De Vita et Morte, De Respiratione |
|                                                                                        |                                                  |                                                              |
| 481a                                                                                   | [Про дихання]                                    | [De Spiritu]                                                 |
|                                                                                        |                                                  |                                                              |
| 486a                                                                                   | Історія тварин                                   | Historia Animalium                                           |
| 639a                                                                                   | Про частини тварин                               | De Partibus Animalium                                        |
| 698a                                                                                   | Про рух тварин                                   | De Motu Animalium                                            |
| 704a                                                                                   | Про прогресія тварин                             | De Incessu Animalium                                         |
| 715a                                                                                   | Про виникнення тварин                            | De Generatione Animalium                                     |
|                                                                                        |                                                  |                                                              |
| 791a                                                                                   | [Про кольори]                                    | [De Coloribus]                                               |
| 800a                                                                                   | [Про почуте]                                     | [De audibilibus]                                             |
| 805a                                                                                   | [Фізіогномоніка]                                 | [Physiognomonica]                                            |
| 815a                                                                                   | [Про рослини]                                    | [De Plantis]                                                 |
| 830a                                                                                   | [Про дивовижне з почутого]                       | [De mirabilibus auscultationibus]                            |
| 847a                                                                                   | [Механіка]                                       | [Mechanica]                                                  |
| 859a                                                                                   | Проблеми*                                        | Problemata*                                                  |
| 968a                                                                                   | [Про неподільні лінії]                           | [De Lineis Insecabilibus]                                    |
| 973a                                                                                   | [Положення вітрів]                               | [Ventorum Situs]                                             |
| 974a                                                                                   | [Про Меліса, Ксенофана і Горгія]                 | [De Melisso, Xenophane, Gorgia]                              |
| Метафізика                                                                             |                                                  |                                                              |
| 980a                                                                                   | Метафізика                                       | Metaphysica                                                  |
| Етика й політика                                                                       |                                                  |                                                              |
| 1094a                                                                                  | Нікомахова етика                                 | Ethica Nicomachea                                            |
| 1181a                                                                                  | Велика етика*                                    | Magna Moralia*                                               |
| 1214a                                                                                  | Евдемова етика                                   | Ethica Eudemia                                               |
| 1249a                                                                                  | [Про чесноти й вади]                             | [De Virtutibus et Vitiis Libellus]                           |
| 1252a                                                                                  | Політика                                         | Politica                                                     |
| 1343a                                                                                  | Економіка*                                       | Oeconomica*                                                  |
| Риторика й поетика                                                                     |                                                  |                                                              |
| 1354a                                                                                  | Риторика                                         | Ars Rhetorica                                                |
| 1420a                                                                                  | [Риторика до Александра]                         | [Rhetorica ad Alexandrum]                                    |
| 1447a                                                                                  | Поетика                                          | Ars Poetica                                                  |
| *                                                                                      | Автентичність під питанням.                      |                                                              |
| [ ]                                                                                    | Ймовірно не Арістотель.                          |                                                              |

## Арістотелівські праці, в яких відсутні числа Беккера

### Конституція афінян
«Афінська політія» не увійшла до видання Беккера, бо вперше була впорядкована в 1891 році за папірусними сувоями, придбаними Британським музеєм у 1890 році. Стандартне посилання на неї здійснюють за номерами розділів (та підрозділів).

### Фрагменти
Збережені фрагменти численних втрачених праць Арістотеля були включені до п'ятого тому видання Беккера під редакцією Валентина Розе. Однак їх цитують не за номерами Беккера, а за номерами фрагментів. Першим виданням Розе фрагментів Арістотеля був «Псевдоепіграф Арістотеля» (1863). Як випливає з назви, Роуз вважав ці роботи помилково приписаними Арістотелю. Нумерація фрагментів з переробленого видання Розе, опублікованого в серії Teubner «Aristotelis qui ferebantur librorum fragmenta», Лейпциг, 1886, досі широко використовують (позначаючи R3), хоча існує більш сучасне видання з іншою нумерацією, написане Олофом Гігоном (опубліковане в 1987 році як новий том 3 у передруку видання Беккера De Gruyter).
Добірка фрагментів в англійському перекладі представлена у В. Д. Росса в «Select Fragments» (Оксфорд, 1952) та у Джонатана Барнса (ред.) в «The Complete Works of Aristotle: The Revised Oxford Translation», т. 2, Принстон, 1984, с. 2384–2465.
До творів, що збереглися лише фрагментарно, належать діалоги «Про філософію» (або «Про благо»), «Евдем» (або «Про душу»), «Про справедливість» та «Про добре народження». Можливо, помилково приписана Арістотелю праця «Про ідеї» збереглася у цитатах Александра Афродісійського в його коментарі до «Метафізики» Арістотеля. Діалоги див. також у виданнях Річарда Рудольфа Вальцера, «Aristotelis Dialogorum fragmenta, in usum scholarum» (Флоренція, 1934), і «Renato Laurenti, Aristotele: I frammenti dei dialoghi» (2 томи), Неаполь: Luigi Loffredo, 1987.

## Використання в цитатах
Для цитування праць з Корпусу Арістотеля або її частини, номери Беккера можна поєднувати з номерами книг, розділів та рядків, щоб отримати точне посилання. Згідно з академічною традицією, і незалежно від стилю цитування, якого зазвичай дотримуються в академічній роботі, нумерація в цитаті на Арістотеля матиме загальну форму: книг.розділ, номер Беккера.
Наприклад, посилання на (Метафізика, 1.9, 991b9-20) посилається на рядки 9–20 на сторінці 991b розділу 9 у книзі I «Метафізики».